# 2002 у кіно

## Фільми
- Володар перснів: Дві вежі
- Ідентифікація Борна
- Зоряні війни Епізод II: Атака клонів
- Карнавал знайомств (фільм)
- 10 квітня — Повний привід

### [[Файл:Flag of Ukraine.svg|border|25px]]Україна

#### Укранімафільм
- Йшов трамвай №9

## Персоналії

### Померли
- 8 січня — Слуцький Наум Файвелович, радянський український кінооператор.
- 15 січня — Бітюков Борис Валентинович, радянський актор театру і кіно.
- 1 лютого — Гільдеґард Кнеф, німецька кіноакторка, співачка, художниця й письменниця.
- 17 лютого — Куліджанов Лев Олександрович, радянський і російський кінорежисер, сценарист, педагог.
- 20 лютого — Отелло Мартеллі, італійський кінооператор.
- 21 березня — Січкін Борис Михайлович, радянський та американський актор.
- 23 березня — Панібрат Джеміля Керимівна, радянський, український організатор кіновиробництва.
- 27 березня:
  - Біллі Вайлдер, американський кінорежисер і сценарист польсько-єврейського походження
  - Мілтон Берл, американський актор-комік.
- 1 квітня — Кормунін Павло Васильович, білоруський актор.
- 3 квітня — Жилін Віктор Сергійович, російський та український кінорежисер.
- 6 квітня — Джудіт Вуд, американська акторка кіно.
- 12 квітня — Народицький Абрам Аронович, радянський і український кінорежисер, сценарист.
- 14 квітня — Ермлер Марк Фрідріхович, радянський та російський диригент.
- 5 травня — Ростоцький Андрій Станіславович, радянський і російський кіноактор, кінорежисер, сценарист, каскадер, постановник трюків, телеведучий.
- 15 травня — Окунєвська Тетяна Кирилівна, російська акторка.
- 27 травня — Віталій Соломін, радянський і російський актор театру і кіно, народний артист Росії (1991).
- 28 травня — Юренєв Ростислав Миколайович, російський кінознавець, сценарист.
- 29 травня — Панасенко Федір Лукич, український актор театру та кіно.
- 6 липня — Джон Франкенгаймер, американський режисер.
- 7 липня — Фрейндліх Бруно Артурович, радянський актор театру і кіно.
- 9 липня — Род Стайгер, американський актор.
- 18 липня — Сагал Данило Львович, радянський і російський актор театру та кіно.
- 27 липня — Абдулов Всеволод Осипович, радянський і російський актор театру та кіно, майстер дубляжу.
- 15 серпня — Клявін Роберт Альбертович, радянський і український артист балету, балетмейстер.
- 31 серпня — Самсон Самсонов, радянський і російський кінорежисер, народний артист СРСР.
- 11 вересня — Кім Гантер, американська акторка.
- 20 вересня — Сергій Сергійович Бодров, російський режисер, актор, сценарист.
- 4 жовтня — Андре Дельво, бельгійський кінорежисер.
- 9 жовтня:
  - Болдиревський Борис Геннадійович, радянський український кіноактор.
  - Бруно Оя, радянський, естонський та польський кіноактор, співак, музикант, композитор та автор пісень.
- 10 жовтня — Логійко Людмила Миколаївна, українська акторка театру, кіно та дубляжу.
- 15 жовтня — Анрі Верней, французький кінорежисер, сценарист.
- 29 жовтня — Маріна Берті, італійська акторка.
- 14 листопада — Едді Брекен, американський актор.
- 18 листопада:
  - Джеймс Коберн, американський актор.
  - Болот Бейшеналієв, радянський та киргизький кіно- та театральний актор.
- 30 листопада — Джон Лі Томпсон, англійський театральний актор і кінорежисер
- 2 грудня — Іванов Борис Володимирович, радянський і російський актор театру та кіно.
- 30 грудня — Мері Браян, американська кіноакторка.